# Sällskapet för Ester Ringnér-Lundgren
Sällskapet för Ester Ringnér-Lundgren (SERL) är ett litterärt sällskap som bildades år 2005 i Katrineholm, och har sitt säte i Norrköping. Föreningen är en ideell förening, politiskt och religiöst obunden och har hela Ester Rignér-Lundgrens författarskap som tema.  
Sällskapets vill främja kännedom och forskning kring Ester Ringnér-Lundgren och hennes författarskap samt därvid arbeta för nyutgivning av hennes böcker, aktivt söka påverka bibliotek att ta in hennes produktion,  introducera nya generationer för hennes litteratur, främja forskning och intresse för hela den genre författarinnan tillhör 
samt organisera aktiviteter som följer sällskapets syften.
Föreningen håller varje år årsmöte, vilket kombineras med en årsträff som ibland kan kallas Lottaträff då den mestadels är baserad på miljöer som återfinns i långserien om Lotta, Ringnér-Lundgrens mest kända verk. Årsmötets plats bestäms på föregående års möte och ska ha anknytning till ERL:s böcker. Detta gör att årsträffen kan handla om andra karaktärer än Lotta och ha olika teman.
En del av föreningens arbete syftar till att författarens böcker ska komma i nyutgivning så att en ny generation skall få möjlighet att avnjuta dem. Sällskapets medlemmar ordnar även utställningar, bland annat på bibliotek.
Sällskapet har i augusti 2007 över 100 medlemmar. 2010 hade föreningen runt 200 medlemmar.
I februari 2010 kunde man läsa ett flersidigt reportage om böcker från ungdomsåren i Tara. Böckerna om Lotta nämndes och föreningen Sällskapet för Ester Ringnér-Lundgren uppmärksammades också.
Sällskapet har deltagit på Bok- och Biblioteksmässan i Göteborg åren 2008, 2009 och 2010. Sällskapet har även deltagit i Sällskapsliv - Litterära matinéer på Skansen.

## Lottaträffar/årsträffar
Årsträffarna kan ha och har haft olika karaktär. Den första träffen som blev upptakten till föreningen hade riktats till "Lotta-boksläsare". 2006 hölls årsmöte och årsträff i Norrköping samt ett besök i Söderköping på dag två, med lätt Lotta-tema. De guidade vandringarna i Malmö 2007 och Stockholm 2008 hade Lotta-tema. År 2009 hölls årsmöte och årsträff i Krokek och då guidades och berättades om de miljöer och byggnader som återfinns i böckerna om Tussi respektive Lotta, men även i solisterna Någon att tycka om samt Ugglor i mossen. År 2010 hölls årsmöte och årsträff i Köpenhamn.
| År   | Plats             | Antal deltagare |
| ---- | ----------------- | --------------- |
| 2005 | Katrineholm       | 7               |
| 2006 | Norrköping        | 26              |
| 2007 | Malmö             | 30              |
| 2008 | Stockholm         | xx              |
| 2009 | Krokek            | xx              |
| 2010 | Köpenhamn         | 28              |
| 2011 | Norrköping        | xx              |
| 2012 | Karlshamn         |                 |
| 2013 | Örebro            |                 |
| 2014 | Malmköping        |                 |
| 2015 | Norrköping/Krokek |                 |
| 2016 | Göteborg          |                 |
| 2017 | Höllviken/Malmö   |                 |
| 2018 | Stockholm         |                 |
| 2019 | Hennickehammar    |                 |
| 2020 | inställt          |                 |
| 2021 | inställt          |                 |
| 2022 | Linköping         |                 |